# Jérôme Borel
Pour les articles homonymes, voir Borel.
Jérôme Borel est un peintre et graveur français né à Gap le 7 février 1958.

## Biographie
Jérôme Borel a vécu au Canada où il étudia l'histoire de l'art, en particulier l'art des États-Unis. Il vit et travaille à Paris.
Sa peinture a trouvé sa place entre les images virtuelles (jeux vidéo, ordinateurs) et les images enregistrées (cinéma, vidéo). La peinture est selon lui la seule discipline capable d'inventer une figure de la réalité. De ses créations très théâtrales émergent des couleurs implosées et des figures symboliques. Il propose des formes fugitives, spectrales ou au contraire très réelles et présente des allégories, des natures mortes et des paysages fictifs.

## Expositions personnelles
- Jérome Borel, peintre français ?, galerie Mathias Coullaud, Paris, septembre-octobre 2016.
- Tableaux, galerie Coullaud et Koulinsky, Paris, juin-juillet 2013.
- Ornement, Le Pavillon, Pantin, janvier-février 2011.
- Fatale beauté réponse des ténèbres, galerie Plume, Paris, avril-mai 2009.
- Control, Galerie Pascale Guillon, Tavel, juin-septembre 2009.
- Roman 2, Villa Tamaris, centre d’art de La Seyne-sur-Mer, avril-mai 2008.
- Théâtre des opérations 3, Le Vestibule, La Maison rouge, fondation Antoine-de-Galbert, Paris, novembre-décembre 2007.
- Théâtre des opérations 1, galerie-théâtre Rutebeuf, octobre-novembre, Clichy-la-Garenne, 2005.
- En ce jardin, chapelle des Lazaristes, Tours, septembre, 2004.

## Distinction
- prix Villa Médicis hors les murs en 1999, séjour de recherches en Somalie.

## Œuvres dans les collections publiques
- Boulogne-Billancourt, Fondation Colas.
- Puteaux : Fonds national d'art contemporain.
- Paris :
  - Bibliothèque nationale de France, estampes.
  - Collection Société générale.
- Gap, Musée Muséum départemental des Hautes-Alpes.
- Angers, artothèque.
- La Seyne-sur-Mer : villa Tamaris.

### Monographies et catalogues
- Tableaux, catalogue d'exposition. Paris, galerie du Montparnasse, 1989.
- Tableaux et dessins, catalogue, Paris, galerie Tendances, 1990.
- Boreliron, dessins et reports. « L'effet éclair », texte de Yannick Liron. Paris, Éditions au figuré, 1995.
- Vanités, catalogue d'exposition. Texte de Yan Ciret. Paris, Éditions AAPPFP Carré des Arts, 1996  (ISBN 2950467806).
- Artconnexion dix ans d'art contemporain, collectif. Édition artconnexion-édition sept/isthme éditions, 2005  (ISBN 2912688698).
- En ce jardin, catalogue d'exposition. Textes de Gérard Bénéteau, Catherine Breillat, Fabien Danesi. Tours, Édition Ville de Tours, Adage, Eternal Network, 2004.
- Roman, monographie. Textes de François Michaud, entretien avec Fabien Danesi. Paris, Édition Isthme éditions/Michel Baverey, 2007  (ISBN 9782354090029).
- Ornement, monographie. Texte de Didier Semin. Édition rentingART publishing, Paris, mars 2012  (ISBN 9782953058451).

### Articles de presse
- Philippe Dagen, Le Monde, « Les ateliers, Paris », 12 et 13 février 1995.
- Philippe Dagen, Le Monde, « Paysages, Galerie l'ombre d'un doute », 31 mai 2003.
- Béatrice Comte, Figaro Magazine, « Théâtre des opérations 1 », 2005.
- Philippe Dagen, Le Monde, « Théâtre des opérations », la maison rouge, 15 décembre 2007.
- Philippe Dagen, Le Monde, « Fatale beauté réponse des ténèbres », galerie Plume, 29 et 30 mars 2009.

### Vidéos
- En ce jardin, 6 min, Eternalnetwork, Tours, 2004.
- Les innocents, 5 min, 2006.
- Le Théâtre des opérations, 4 min, Ceysson Sévigné centre d'art, 2006.
- Roman, 5 min, Avallon, 2006.
- Le vestibule, 3 min, La Maison rouge, fondation Antoine-de-Galbert, 2007.
- Fatale beauté réponse des ténèbres, 5 min, galerie Plume, 2009.
- Control, 6 min, galerie Pascale Guillon, 2009.
- Ornement, 4 min, Le Pavillon, Pantin, 2011.